# Skischuh

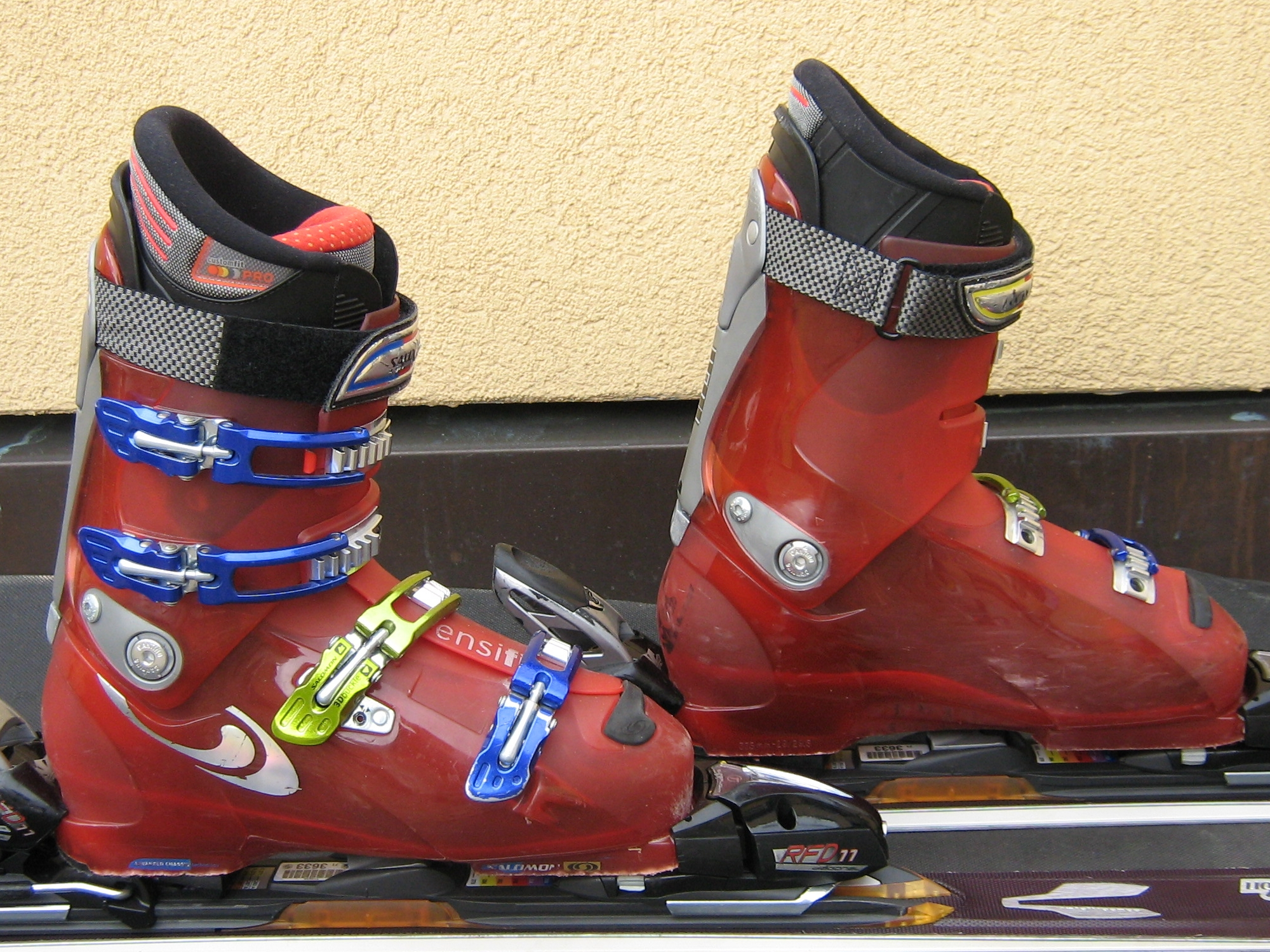
Moderner Schalen-Skischuh für Ski alpin

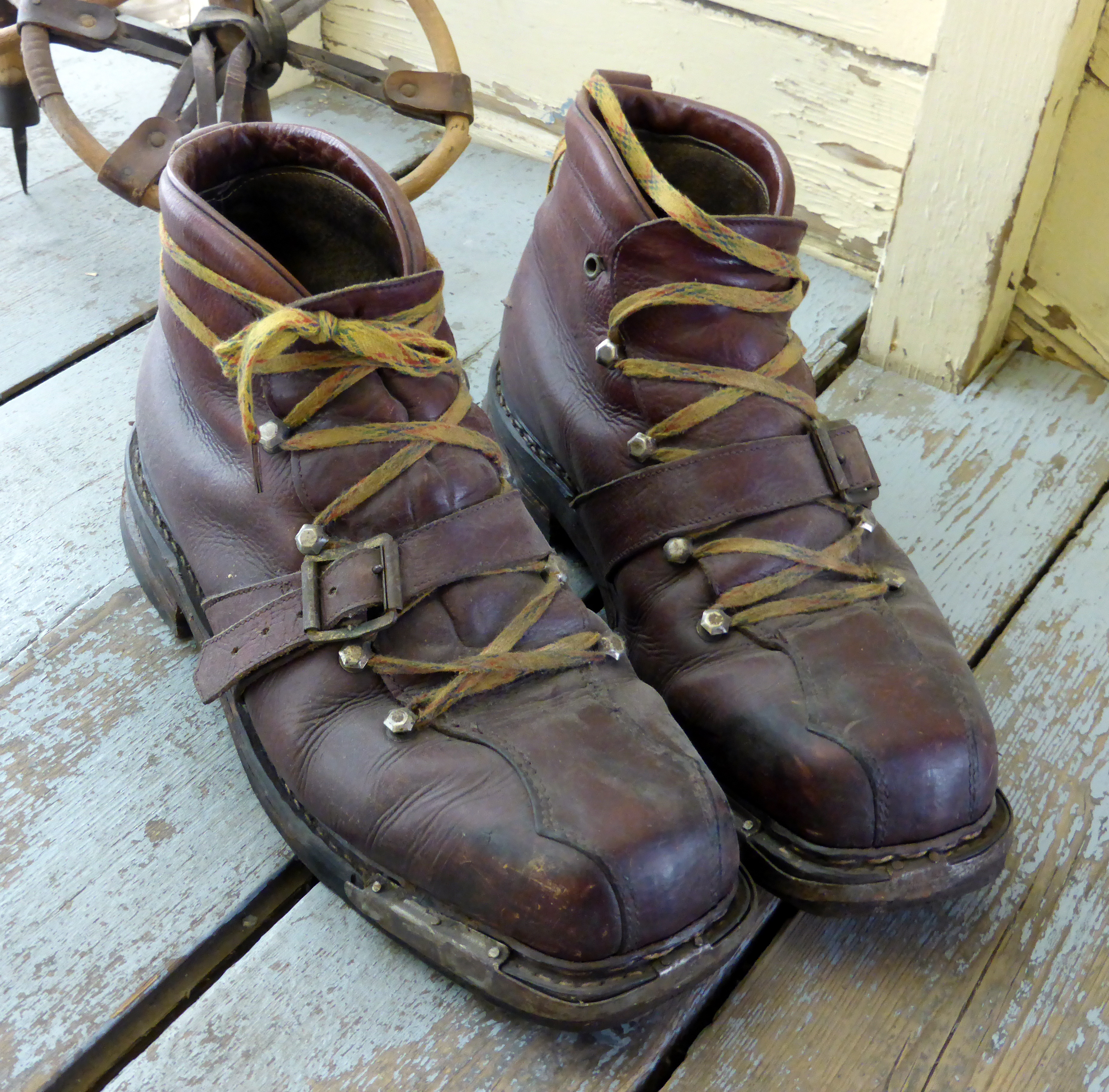
Skischuhe Anfang des 20. Jahrhunderts

Skischuhe (Skistiefel, Schischuhe) sind spezielle Schuhe für Skifahrer. Je nach Skisportart gibt es Skischuhe in den verschiedensten Ausführungen. Wesentlich unterscheiden sich dabei Schuhe für nordische Skisportarten (zum Beispiel Langlauf) und alpinen Skisport.
Der Skischuh gibt dem Fuß Halt und sorgt für eine sichere Kraftübertragung auf den Ski. Er verfügt über spezielle Aufnahmen für die Halterungen der Skibindung.

## Alpinsport
Alpinschuhe werden mit der Spitze und der Ferse in der Bindung befestigt. Man unterscheidet bei Alpinschuhen zwischen Schalenschuh (Hardboots) und Softboots (dt.: harte und weiche Schalenausführung).

## Skischuhe als Funktionsschuhe
Skischuhe werden ebenso wie Berg- und Wanderschuhe zur Schuhkategorie der Funktionsschuhe oder auch Gebrauchsschuhe gezählt. Die Anforderungen für die Produktion lassen sich wie folgt definieren: Schutz des Fußes vor Verletzung im Extremwetter, Schutz vor Scham und Modezwängen als zweite Haut zur Außenwelt sowie als Schmuckstück mit Betonung der eigenen Körperform. Mit dem Skischuh soll eine Einheit zwischen Fuß, Schuh und Ski entstehen, um den beanspruchten Fuß zu entlasten.

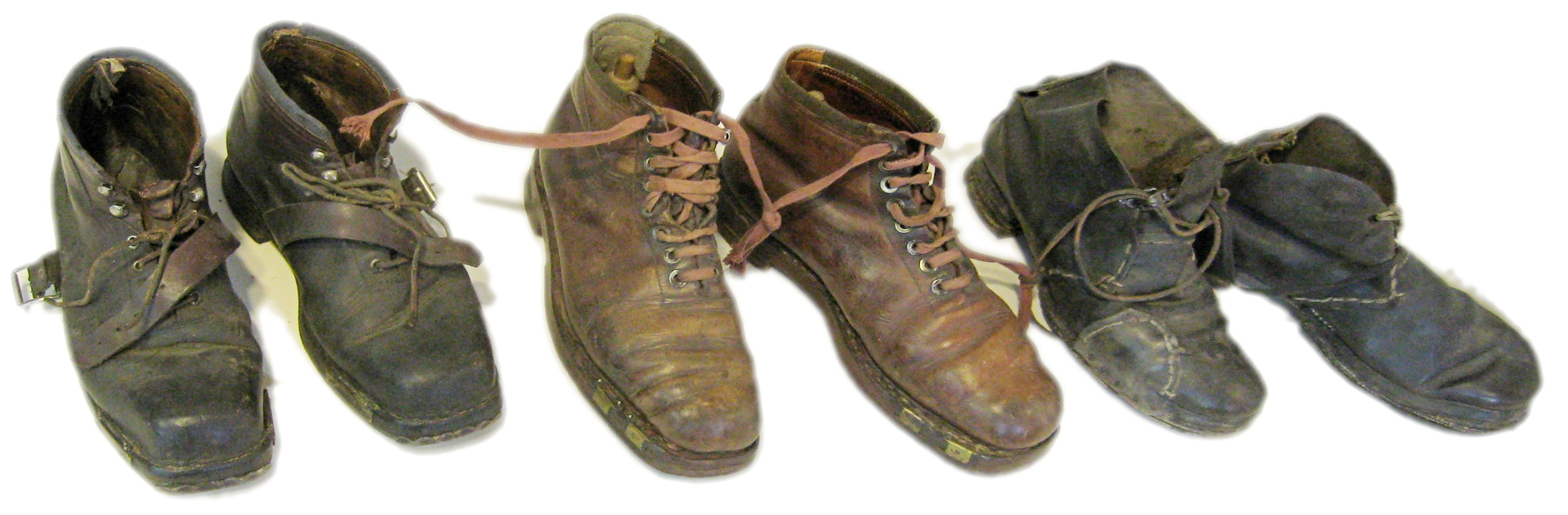
Entwicklung von 1920 bis 1950

### Geschichte

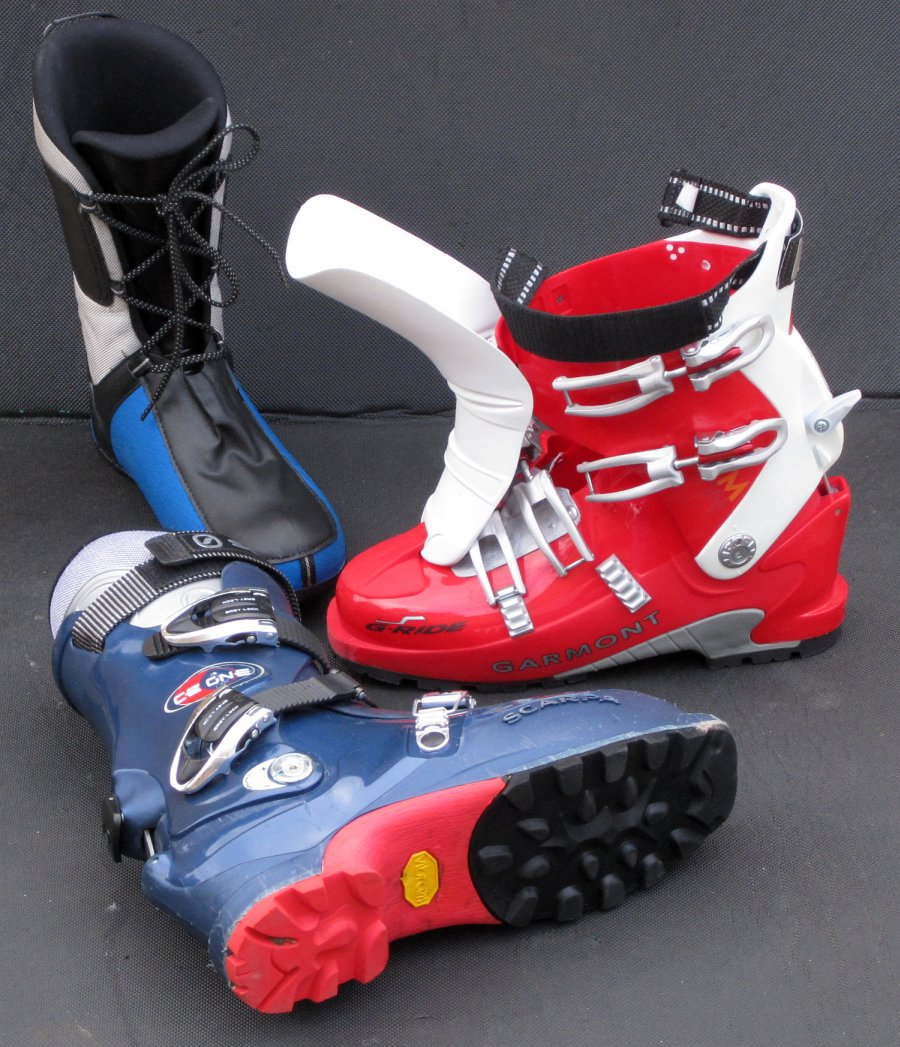
Tourenskischuhe

Ursprünglich waren Skischuhe schwere Bergschuhe aus einem sehr steifen Leder. Mit der Erfindung der Sicherheitsbindung in den 1960er- und 1970er-Jahren und dem damit einhergehenden Ersatz der Seilzugbindung entwickelte sich der Skischuh mit seinen aus der Sohle nach vorn und hinten fortgesetzten Arretierungsfortsätzen für das Einrasten in den Backen der Bindung als eigenständige Bauform. Die Sohle ist gemäß DIN ISO-Norm im Zehenbereich glatt, um ein seitliches Auslösen der Skibindung zu ermöglichen.
Tourenskischuhe für das Skibergsteigen sind leichter gebaut und am Schaft beweglicher, um einen „bequemen“ Aufstieg zu ermöglichen und haben eine profilierte Sohle wie Bergstiefel, um in schneefreiem Gelände einen Aufstieg auch mit abgeschnallten Ski zu ermöglichen. Teilweise lässt sich diese Beweglichkeit zur Abfahrt arretieren. Ein herausnehmbarer Innenschuh verfügt meist über eine Schnürung.
Nach einer Phase der Spezialisierung in den 80er- und 90er-Jahren nähern sich heute, im Kontext der zahlreichen neuen oder wiederaufgekommenen Wintersportarten die Bauformen Skischuh und Bergstiefel zunehmend, sowohl die der Hardboots und der hochalpinen Schalenschuhe, wie auch der Softboots und der mittelschweren Bergschuhe (Hybridboots), an.

### Schalenschuhe, Hardboots
Hardboots sind die „klassischen“ Skistiefel. Sie haben einen harten Außenschuh, Schale genannt, und einen weichen, wärmedämmenden und polsternden Innenschuh. Der Fuß steckt im Innenschuh; die harte Schale wird mit Schnallen oder anderen Verschlussmechanismen fest um den Innenschuh geschlossen. Der Fuß kann im geschlossenen Schuh nur noch im Sprunggelenk gebeugt werden. Der Schuh unterstützt diese Bewegungsrichtung durch ein Gelenk in der Schale. Ein Drehen des Fußes nach innen (Pronation) oder außen (Supination) ist nur noch marginal möglich. Der feste Schluss des Schuhs um den Fuß sorgt für die direkte Kraftübertragung der Gewichtsverlagerung und Beinbewegungen auf den Ski und vermindert das Verletzungsrisiko im Sprunggelenk.
Während der klassische Alpinskischuh als Fronteinsteiger mit Schnallen geschlossen wird, gab es in den 1980er und 90er Jahren viele Modelle, die als Heckeinsteiger mehr Komfort bieten konnten. Bei diesen Modellen konnte der gesamte hintere Bereich von der Ferse an abgeklappt werden und somit der Ein- und Ausstieg speziell auch bei dickeren Waden oder Einlagen erleichtert werden. Diese Schuhe kommen teilweise mit nur einer Schnalle am Schaftabschluss aus, oder ergänzen die Feinjustage durch unterschiedliche Schnellspannsysteme. Das System hat sich jedoch wirtschaftlich nicht durchsetzen können und blieb eine Modeerscheinung dieser Jahre. Es wird derzeit noch im Jugendbereich angeboten, so dass der Schnallenschuh nun wieder dominierend ist und nur wenige Anbieter den Erwachsenenbereich beliefern. Auch bei Schnallenschuhen variiert die Anzahl der Fixierungen zwischen einer und fünf und kann durch weitere Verstellsysteme ergänzt werden. Die konkrete Ausführung ist von zeitgenössischen Konstruktionen abhängig.
Auch die Schuhoberkante ändert sich mit aktuellen Fahrstilen. Beim Hotdogging (Buckelpistenstil in starker Rückenlage) reichten die Schalenschuhe beispielsweise bis fast unter das Knie. Insgesamt hat sich mit dieser Oberkante auch das Verletzungsrisiko vom Knöchelbereich (Malleolarfraktur, Bänderriss) auf Schien- und Wadenbein, sowie Kniegelenk und Kniescheibe verschoben. Typisch sind Tibiasfrakturen, Fibulafraktur, Kreuz- und Seitenbandrisse, und Knieverletzungen machen heute 40 % aller Wintersportverletzungen der unteren Extremitäten aus.

### Softboots
Moderne Softboots sind seit etwa 2002 auf dem Markt und eine Alternative zu den insbesondere von Breitensport-Skiläufern oft als unkomfortabel empfundenen Hartschalenschuhen. Sie bestehen ebenso wie Softboots für Snowboarder vollständig aus einem weichen, dämmenden Material und haben keine harte Außenschale. Dadurch werden die von schlecht sitzenden Hardboots häufig verursachten Druckstellen vermieden und der Schuh wird insgesamt bequemer. Die für den Freizeitskilauf notwendige Festigkeit wird durch eine Schnürung, ähnlich der von Wanderschuhen, erreicht. Sie ähneln sehr dem Ganzlederschuh der 1970er-Jahre und knüpfen an die Tradition der Tourenskischuhe und der Spezialschuhe für das Twintips-Freestylen (Acrobatics) an. Eingesetzt werden solche Schuhe auch für das wieder modern gewordene Telemarken, und sie sind auch für das Schneeschuhwandern tauglich.

### Verschluss
Früher wurden Skischuhe geschnürt. Erste Schnallen an Lederschuhen kamen in den 1960er-Jahren auf. Die heutigen Kunststoffschalen werden alle durch Schnallen verschlossen. Bei Skitourenschuhen wird der Innenschuh oft geschnürt.

### Normen
Skischuhe sind ebenso wie Skibindungen durch internationale Normen (ISO) standardisiert.
Skischuhgrößen geben im Unterschied zu den gebräuchlichen Schuhgrößensystemen die Länge in Zentimetern an und werden oft als MP oder Mondopoint bezeichnet. Das Mondopoint-System, definiert durch die ISO-Norm 9407, benennt allerdings die Fußlänge in Millimetern und eigentlich auch die Fußbreite. Insbesondere die für das Mondopoint-System im Gegensatz zu anderen Schuhgrößensystemen charakteristische Benennung der Fußlänge statt der Länge des Leistens wird erfahrungsgemäß nicht immer eingehalten.

## Nordische Skisportarten
Langlaufschuhe sind halbhohe Stiefel aus Leder oder Kunstfaser. Sie verfügen über eine Verstärkung im Bereich der Fußspitze, bei Skatingschuhen zum Teil auch im Bereich des Ballens, die in die Skibindung eingehakt wird. Der Ski ist nur an der Fußspitze befestigt; die Ferse bleibt frei.